# Io è morto
Io è morto è un film del 2017 diretto da Alberto De Venezia.

## Trama
Una giovane coppia di attori, Maria e Giuseppe, ha appena finito di interpretare Romeo e Giulietta. Nel pubblico, tra chi ha assistito allo spettacolo teatrale, c'è Maddalena, la madre di Maria, anche lei attrice, appena rientrata da Broadway con la sua assistente Eva. Maddalena e Maria non hanno un buon rapporto: la figlia, psicologicamente fragile, è turbata dal ritorno improvviso della madre. Tra di loro si insinuerà una forte gelosia che porterà i protagonisti a dover scegliere tra la vita, l'amore e la morte.

## Distribuzione
La distribuzione del film è a cura dell'Ipnotica Produzioni. L'opera è stata presentata alla decima edizione del Festival de Cinema Italiano a San Paolo in Brasile nel 2014. Il film è stato distribuito nelle sale italiane a partire dal 31 agosto 2017.